# طواف إيطاليا 1964
طواف إيطاليا 1964 هو سباق دراجات هوائية أقيم في إيطاليا بتاريخ 16 مايو - 7 يونيو، تكون السباق من 22 مرحلة وامتدّ لمسافة 4119 كم بسرعة 35.766 كم/س، استغرق السباق 115 ساعة 10 دقيقة 27 ثانية. فاز به الفرنسي جاك أنكيتيل.

## الترتيب
| م                     | الدرّاج       | البلد   | الزمن                      |
| --------------------- | ------------ | ------- | -------------------------- |
| الفائز بالترتيب العام | جاك أنكيتيل  | فرنسا   | 115 ساعة 10 دقيقة 27 ثانية |
| التسلق                | فرانكو بيتسي | إيطاليا | -                          |